# Panicum virgatum
Il panìco verga (Panicum virgatum L.) è una pianta erbacea della famiglia delle Poacee (o Gramineae, nom. cons.).
È una delle specie dominanti delle praterie di erba alta nell'America settentrionale. Si può trovare nelle praterie rimanenti, lungo le strade, nei pascoli e come pianta ornamentale nei giardini. Altri nomi comuni per essa sono erba Wobsqua, panìco alto, blackbent (letteralmente nero piegato), erba di prateria alta, agrostis selvatico e erba paglia.
Nel suo discorso agli Stati dell'unione il presidente George W. Bush ha propagandato il panìco verga come un biocarburante efficiente e poco inquinante in grado di ridurre la dipendenza statunitense verso il petrolio.

## Proprietà
Il panico verga è un rizoma perenne che inizia la sua crescita in tarda primavera. Può crescere fino a un'altezza di 1,8-2,2 metri ma è solitamente più corta del andropogon gerardii o del sorghastrum nutans. Le foglie sono lunghe dai 30 ai 90 centimetri, con una venatura centrale prominente. Il panico verga è una delle "piante C4", il che l'avvantaggia in condizioni di siccità e alte temperature. I suoi fiori sono in una sorta di pannocchia ben sviluppata, lunga sino a 60 cm e che porta un buon carico di frutti. I frutti sono lunghi 3-6 millimetri e larghi sino a 1,5 e si sviluppando da un singolo grappolo fiorito. Sono presenti e ben sviluppate entrambe le glume. I semi, quando sono maturi, a volte assumono una tinta rosa o violetta e divengono marrone dorato assieme al fogliaggio durante l'autunno. Il panico verga è una coltivazione auto-seminante, il che significa che chi la coltiva non deve ri-seminarla dopo il raccolto. Inoltre, a differenza del mais, il panico verga può crescere lungo i confini e non richiede fertilizzanti per crescere.

## Usi
Il panico verga viene brucato da certi animali, viene usato come copertura del terreno per controllare l'erosione e viene inoltre coltivato come mangime per il bestiame.
Il panico verga è ricco di cellulosa, rendendolo attraente come sorgente per l'etanolo da cellulosa. È il cuore di una strategia per i carburanti alternativi annunciata dal governatore del Tennessee Phil Bredesen nel gennaio del 2007.
Siccome è una pianta ornamentale resistente alla siccità, è facile farla crescere in suoli sia poco che molto umidi e in zone sia molto esposte al sole che in zone parzialmente in ombra. Si raccomanda di piantarla in primavera, nello stesso periodo in cui si pianta il mais.
In passato una "verga", un lungo e forte stelo di panico verga, veniva tagliata dal tronco della pianta potata e usata come una frusta per punizioni corporali.

## Ambiente
Molte zone del Nord America, specialmente le praterie del Midwest, erano occupate da vaste brughiere di erbe native, come Panicum virgatum, Sorghastrum nutans, Tripsacum dactyloides, Andropogon gerardii, Schizachyrium scoparium e altre. Quando i coloni cominciarono a distribuirsi lungo il continente, le erbe native furono rimpiazzate da campi coltivati come il mais e il frumento. Le erbe introdotte come la festuca e le Poaceae sostituirono le erbe native.
Oggi, mentre il biocarburante sta diventando un argomento principale, il pubblico sta imparando a conoscere il panico verga come eccellente fonte di etanolo per le automobili. Ma ci sono anche altri vantaggi e opportunità economiche per questa pianta.
Il panico verga è molto versatile e adattabile. Può crescere e persino prosperare in molte condizioni atmosferiche, con diverse lunghezze delle stagioni, tipi di suolo e condizioni del terreno. È distribuita dal sud della latitudine 55°N dal Saskatchewan alla Nuova Scozia verso sud attraverso la maggior parte degli Stati Uniti ad est delle Montagne Rocciose (Sizler, 2007). Come pianta perenne dei climi miti, la maggior parte della sua crescita avviene dalla tarda primavera sino all'inizio dell'autunno, divenendo dormiente e improduttiva durante i mesi più freddi. La stagione produttiva dura quindi nelle regioni più a nord circa tre mesi o meno, mentre nelle zone più calde, come il Golfo del Messico, può durare anche otto mesi (Ball et al., 2002).
Uno dei benefici del panico verga è il miglioramento e la conservazione del suolo. Tale erba ha infatti un sistema di radici profonde e fibrose – profonde quasi quanto è alta la pianta. Poiché questa pianta, assieme alle altre erbe native, copriva in passato le pianure statunitensi che ora formano la cosiddetta "Corn Belt" (letteralmente "cintura di mais", una zona in cui la produzione di questa graminacea è molto intensa) si può dire che stiano aiutando a nutrire il mondo oggi. Le loro radici profonde e fibrose hanno lasciato uno strato profondo molto ricco di materia organica nei suoli; rendendo questi suoli mollisol tra i più produttivi al mondo. Con il ritorno del panico verga e di altre erbe di prateria perenni nella scena agricola, molti suoli usati marginalmente beneficeranno delle sue profonde radici, incrementando il livello di materia organica, la permeabilità e quindi la fertilità.
Poiché l'erosione del suolo, sia da parte del vento che da quella dell'acqua, è un grosso problema in tutte le regioni, l'adattabilità del panico verga è molto attraente. A causa della sua altezza può essere usato come parte inferiore di una barriera contro l'erosione del vento (USDA NRCS, 2001), mentre le sue radici sono eccellenti per trattenere il suolo. Alcuni dipartimenti stradali lo hanno usato nelle loro misture di semi da piantare lungo le strade (Kansas Department of Transportation, il dipartimento dei trasporti del Kansas). Può anche essere usato nelle miniere a cielo aperto, lungo gli argini e nei bacini delle dighe. I distretti per la conservazione lo stanno già usando in molte parti degli Stati Uniti per controllare l'erosione nelle vie di navigazione a causa della sua eccellente capacità di ancorare il suolo, inoltre raddoppiando l'habitat per gli animali selvatici.
Il panico verga è ben conosciuto tra i conservazionisti degli animali selvatici come il preferito per la selvaggina come i fagiani, le quaglie, i galli cedroni e gli Oscines, ma si possono trovare anche tacchini selvatici in mezzo a esso. In base a quanto fitto viene piantato, può offrire protezione e cibo per una vasta gamma di altri animali selvatici nel paese. Coloro che hanno zone coperte con il panico verga considerano questo beneficio come estetico e ambientale, perché apprezzano la vista degli animali selvatici. Alcuni membri della Prairie Lands Bio-Products Inc., in Iowa hanno reso questo vantaggio ambientale persino economico, affittando le terre con il panico verga a cacciatori durante la giusta stagione. Guardando l'aspetto agricolo, i vantaggi nella vita selvatica rimangono e la Wildlife Society suggerisce che piuttosto che raccogliere un intero campo alla volta si possa praticare una mietitura parziale, in modo da non rimuovere l'intero habitat delle creature che vi sono stanziate in una sola volta.
Vi è un altro tipo di conservazione che non attira la stessa attenzione di quella rivolta alla conservazione del suolo o degli animali selvatici: la conservazione delle specie native delle piante, come lo stesso panico verga. Portando questa pianta di nuovo in auge, viene rivisitata una parte del passato degli Stati Uniti, alla quale molti non hanno mai pensato; quando il nord America era coperto di "vasti mari di erba, così fitti che i pionieri dicevano che potessero inghiottire un cavallo con il suo cavaliere". Forse questo aumenterà l'attenzione portata dalla popolazione verso queste erbe native che erano un tempo parte del paesaggio e che se ne sono andate. Ci sono gruppi dedicati all'informazione del pubblico sulle specie native delle piante, come il gruppo scolastico all'Università dell'Idaho che ha pubblicato il Native Plants Journal e il suo gemello online dedicati all'educazione del pubblico sulle piante native degli Stati Uniti, oltre a gruppi con siti web come www.grownative.org, organizzazioni internazionali come la National Audubon Society e organizzazioni statali come la Virginia Native Plant Society. Questi gruppi offrono informazioni sulle specie native degli Stati Uniti, sul loro habitat, i loro parassiti, il modo di crescere, gli attributi positivi e quelli negativi. Offrono anche alcune notizie storiche e aneddoti su alcune di queste piante.

### Biocarburante

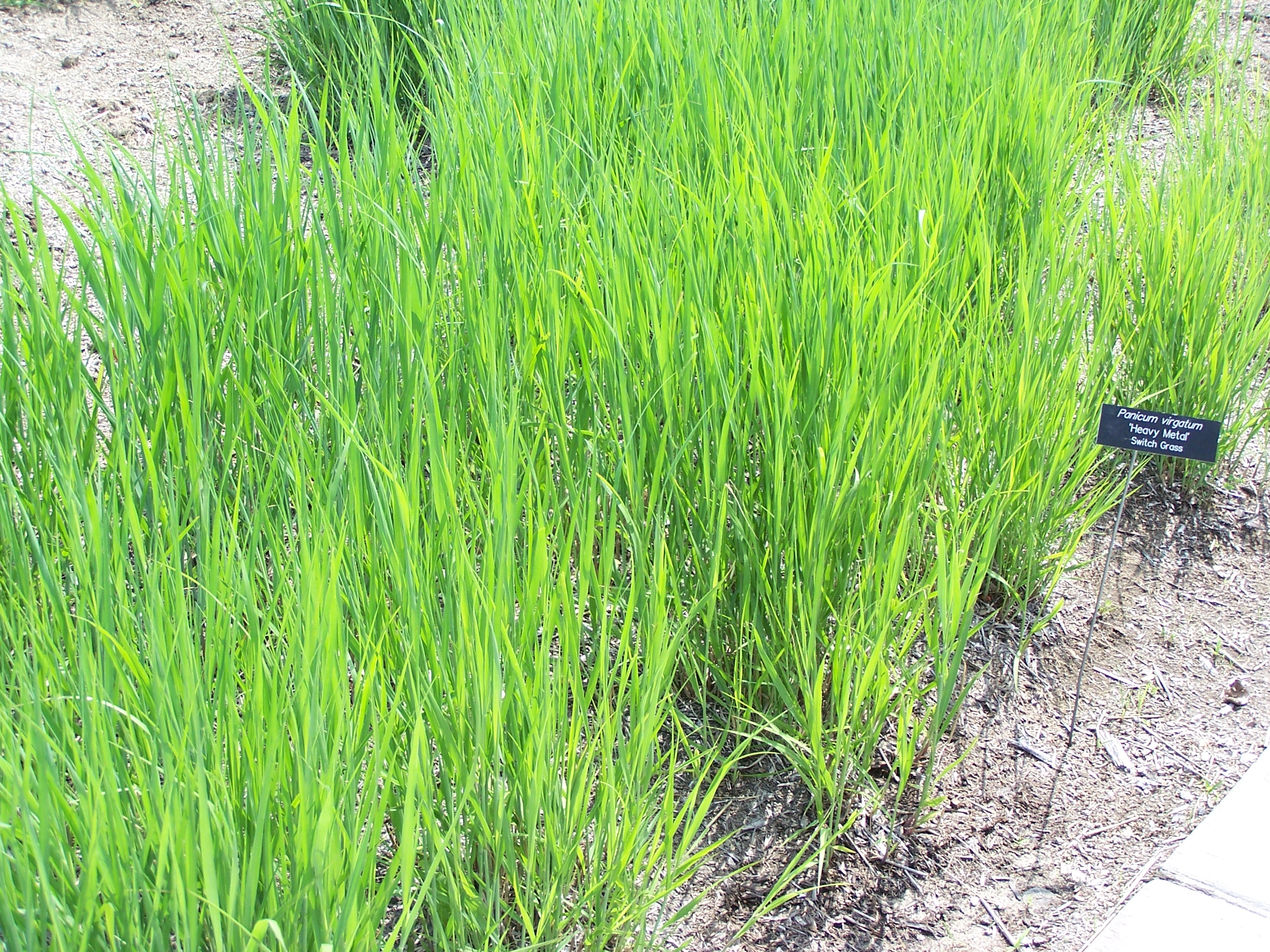
Panicum virgatum all'inizio dell'estate

Il panico verga viene spesso considerato un ottimo candidato per la produzione di biocarburante — specialmente l'etanolo — a causa della sua resistenza in terreni poveri e in climi avversi, della sua rapida crescita con pochi fertilizzanti e diserbanti. Il panico è anche una pianta perenne, a differenza del mais, e ha un grande risultato in biomassa, il materiale grezzo usato nella produzione di biocarburante, con 6-10 tonnellate per acro. Il Presidente degli Stati Uniti George W. Bush ha menzionato l'utilizzo della pianta nel suo discorso alla nazione del 2006; da allora sono stati investiti oltre 100 milioni di $ nella ricerca delle possibili fonti di carburante..
Una tonnellata di panico verga ha il potenziale di produrre la biomassa necessaria a produrre fino a 100 galloni (380 litri) di etanolo. Questo dà al panicum virgatum il potenziale di produrre circa 1000 galloni di etanolo per acro, in paragone ai 665 della canna da zucchero e i 400 del mais.
Tuttavia vi è un dibattito sull'attuabilità dell'uso del panico verga e di tutti gli altri biocarburanti come sorgente energetica efficiente. Il professor Tad Patzek dell'Università di Berkeley lamenta che il panico verga ha un bilancio di produzione di etanolo negativo, che richiede il 45 percento di energia in più di quella prodotta. D'altra parte, David Bransby, professore di coltivazioni energetiche alla Auburn University ha scoperto che per ogni unità energetica in ingresso, il panico verga da 4 unità in uscita. In una conferenza del 2007 il professor Richard Muller, anche lui dell'università di Berkeley, ha notato che è la conversione della biomassa di panico verga in etanolo a introdurre le più grosse inefficienze. Ha anche notato che nel progetto Helios del Lawrence Berkeley National Laboratory si sta cercando attivamente di progettare processi metabolici batterici per convertire più efficientemente la cellulosa in etanolo. Il lavoro di Bransby è stato la sorgente dei commenti del presidente Bush nel suo discorso alla nazione del 2006.
Il panico verga viene usato per riscaldare piccoli edifici industriali e rurali in Germania e Cina attraverso un processo in grado di ricavare un sostituto di bassa qualità del gas naturale. Può anche venire pressato in pellet che vengono bruciati in speciali fornaci usate nel riscaldamento casalingo che usano solitamente pellet di mais o legno.
Nella primavera del 2008 verranno piantati 1 000 acri (4,0 km²) di panico verga vicino a Guymon in Oklahoma per studiare la fattibilità dell'utilizzo della coltivazione per il biocarburante. Sarà il più grande campo mai piantato per tali scopi. Il progetto è condotto dal Oklahoma Bioenergy Center, un progetto statale supportato dal governatore Brad Henry.